# Griqualand West

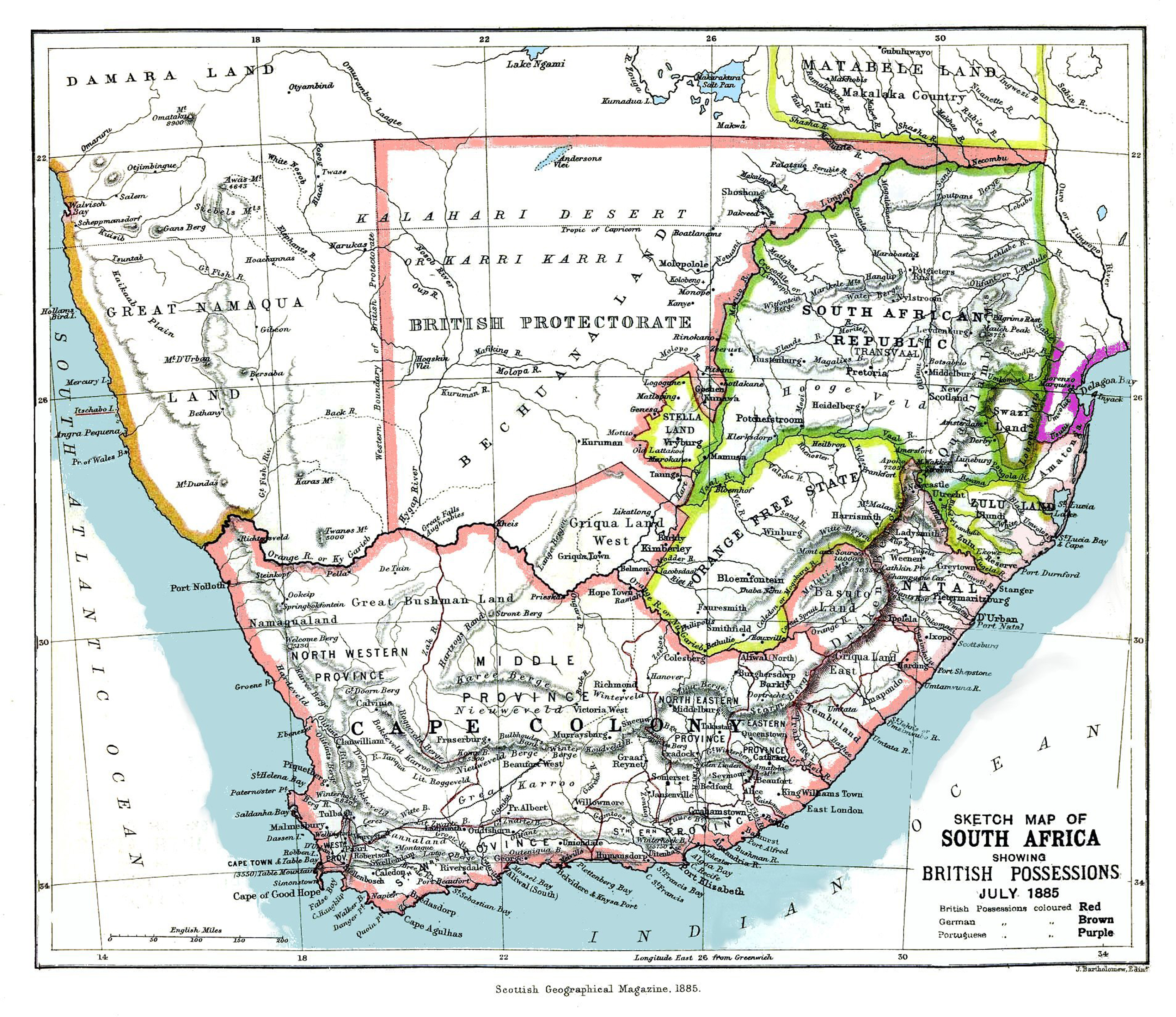
Griqualand West und Griqualand East auf einer Karte von 1885

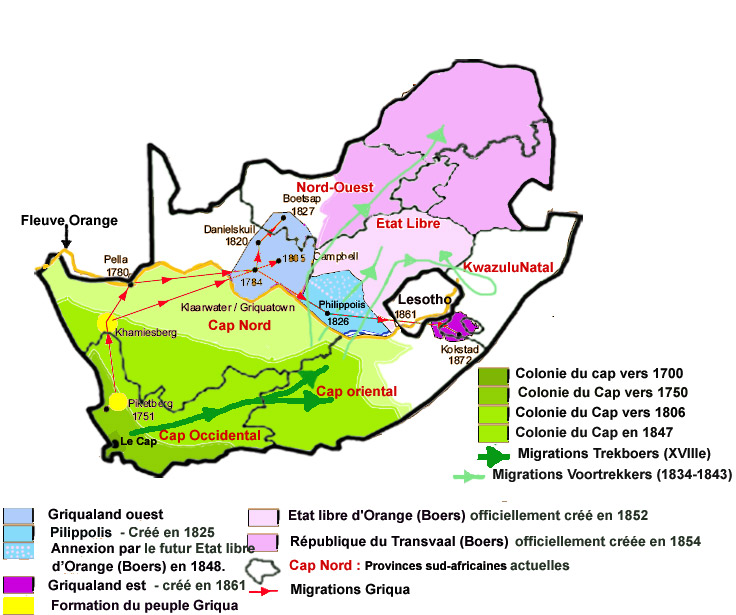
Wanderungsbewegungen der Griqua

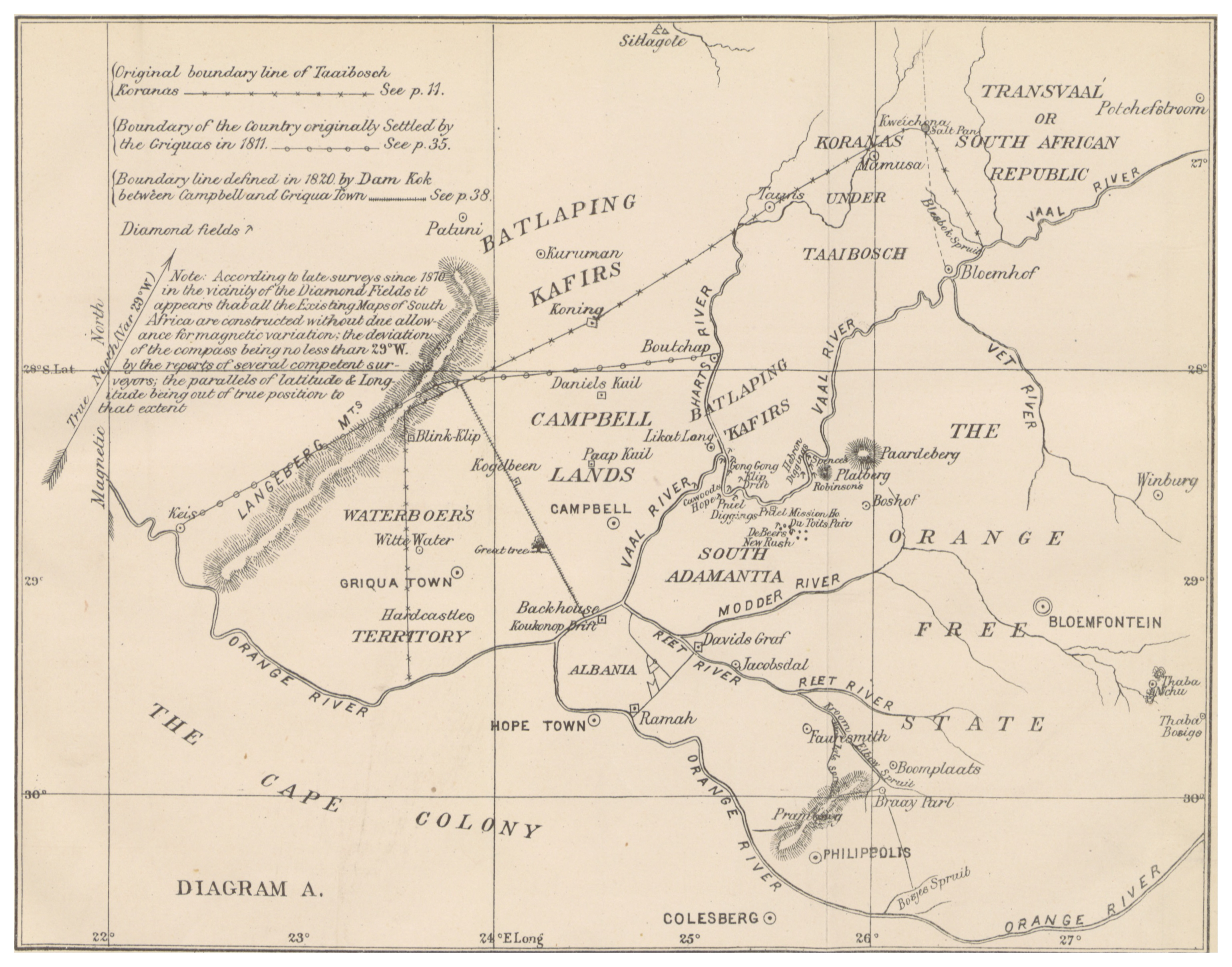
Topographie und Grenzen um 1830–1860

Griqualand West (Afrikaans: Griekwaland-Wes; deutsch etwa „West-Griqualand“) war der Name eines selbstständigen Gebiets und späteren Distriktes der britischen Kapkolonie im heutigen Südafrika, im Bereich der heutigen Provinz Nordkap. Es war benannt nach dem heute weitgehend assimilierten Volk der Griqua, Mischlingen von Khoikhoi und Buren. Die Griqua lebten am Anfang des 19. Jahrhunderts auf dem Roggeveld nordöstlich von Kapstadt, wurden aber 1825 durch die britischen Kolonisten über den Oranje gedrängt, wo sich ein Teil im späteren Griqualand West niederließ. 
Größte Ortschaft des Gebiets war Klaarwater, das später Griquastad hieß und heute Griekwastad genannt wird und die erste südafrikanische Stadt nördlich des Oranje war. Das Gebiet grenzte im Osten an das damalige Siedlungsgebiet der Basotho. Ab den 1820er Jahren drangen jedoch im Verlauf des Großen Trecks Buren in diesen Raum vor und verdrängten schrittweise beide Bevölkerungsgruppen. 1826 zog Adam Kok II. mit einer großen Gruppe von Klaarwater nach Philippolis im Süden der heutigen Provinz Freistaat, das erst drei Jahre zuvor gegründet worden war. 1861 zog Adam Kok III. mit einem Teil des Volkes über die Drakensberge nach Osten, wo sie sich im Bereich Griqualand East ansiedelten. 
1867 wurden im Gebiet der Griqua am unteren Vaal und in Kimberley Diamanten gefunden. 1871 wurde das Gebiet von Griquahäuptling Waterboer durch den Griqualand West Annexation Act an Großbritannien abgetreten und bildete fortan die britische Kolonie Griqualand West. 1880 wurde es nach Abfindung der Transvaal-Republik durch Zahlung von 90.000 Pfund Sterling der Kapkolonie als Provinz angegliedert. Es umfasste die Bezirke Hay, Herbert, Kimberley und Barkly West mit einem Areal von 39.359 km² und (1891) 83.375 Einwohnern.